# Encarsia maria
Encarsia maria är en stekelart som först beskrevs av Girault 1931.  Encarsia maria ingår i släktet Encarsia och familjen växtlussteklar. Inga underarter finns listade i Catalogue of Life.